# Hombre de Yunxian

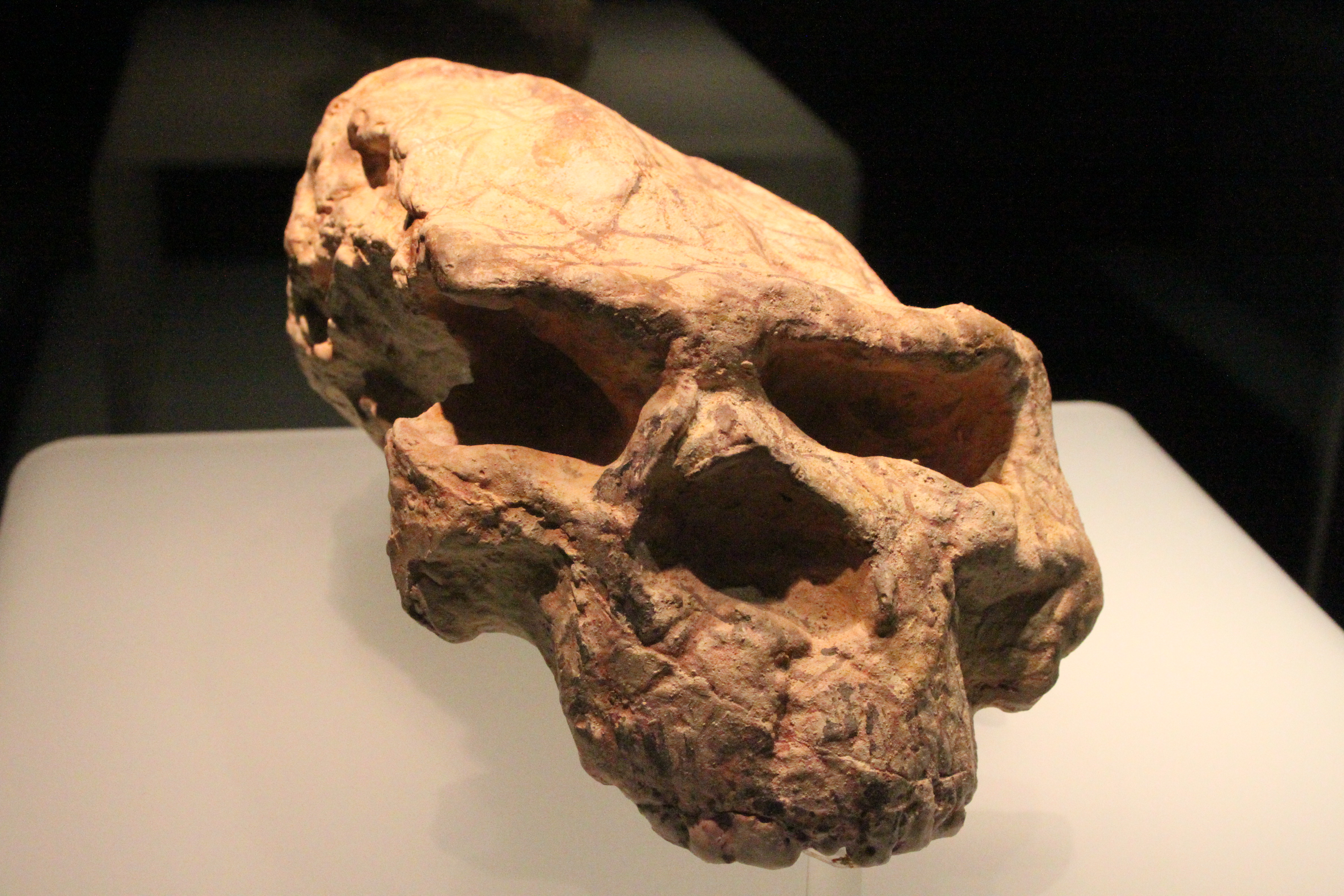
Yunxian 1 en el Museo Provincial de Hubei, que muestra la deformación del cráneo.

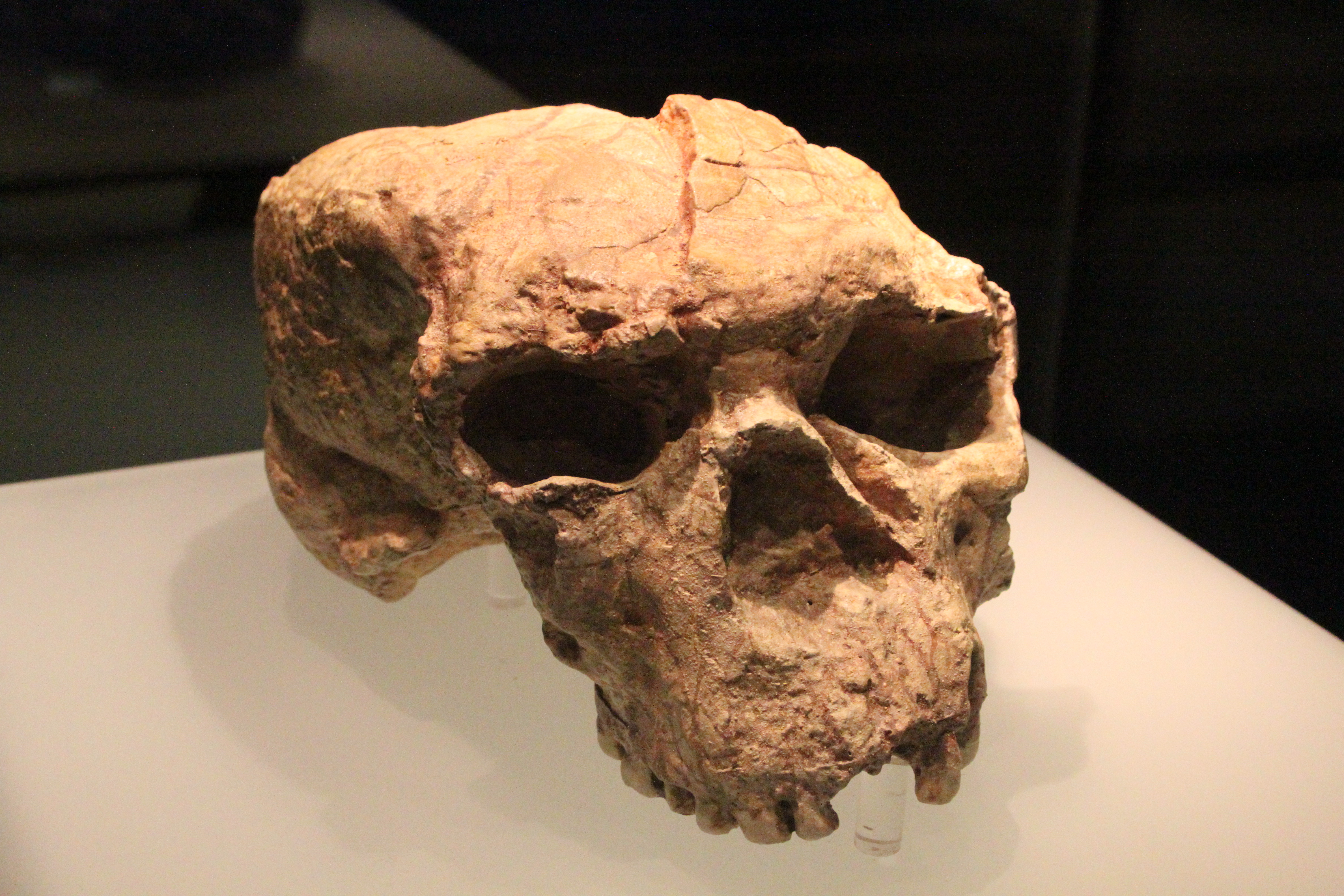
Yunxian 2 en el Museo Provincial de Hubei.

El Hombre de Yunxian (en chino: 郧县人, romanizado: Yúnxiàn rén) es un conjunto de tres fósiles de cráneos de homínidos descubiertos en el sitio de Xuetangliangzi (en chino: 学堂梁子遗址, romanizado: Xuétángliángzǐ Yízhǐ) en el distrito de Yunyang, Hubei, China. Se descubrieron dos cráneos, en 1989 y 1990, seguidos de un tercero en 2022. Los dos primeros fueron descritos como «aplastados y distorsionados» pero «relativamente completos», y comparados con el Homo erectus o los primeros Homo sapiens. Por el contrario, el tercer cráneo fue descubierto «en buenas condiciones».
El sitio paleontológico Xuetangliangzi se encuentra en la desembocadura del río Quyuan (en chino: 曲远河, romanizado: Qūyuǎn Hé), donde desemboca en el río Han, por lo que también se le ha llamado sitio del río Quyuan.

## Calaveras
En 1989 y 1990 se descubrieron en Xuetangliangzi fragmentos de dos cráneos muy deformados y rotos. Estos hallazgos se llamaron «Hombre de Yunxian», por el nombre del distrito local en ese momento. A estos se les asignaron los números de colección EV 9001 y EV 9002 y, a veces, se los denomina «Yunxian 1» y «Yunxian 2». Los fósiles fueron excavados por el Instituto de Objetos Culturales y Arqueología de la provincia de Hubei, el Museo Regional de Yunyang (ahora Museo de la ciudad de Shiyan) y el Museo del distrito de Yun.
A finales de 2022, se descubrió un tercer cráneo, a 35 metros del lugar del descubrimiento de los dos cráneos originales, y se denominó «Yunxian 3».
En junio de 2001, el Consejo de Estado designó el sitio Xuetangliangzi como importante sitio de patrimonio cultural bajo protección a nivel nacional, como parte del quinto lote de adiciones a la lista.

## Análisis académico
Los dos primeros cráneos tienen similitudes con el Cráneo de Dali, pero son significativamente más antiguos. Los fósiles de animales adyacentes permitieron reducir su edad a entre 600 000 y 400 000 años antes del presente. Algunas fuentes han descrito los especímenes como Homo erectus, incluido un análisis de imágenes virtuales en 3D realizado en 2010. Sin embargo, los estudiosos todavía están divididos y algunos sugieren que podría ser una especie más moderna o una mezcla con el Homo sapiens.
El paleoantropólogo Chris Stringer ha sugerido que el hombre de Yunxian podría ser Homo heidelbergensis, que puede haberse originado en Asia, aunque los estudiosos chinos cuestionan esta clasificación. En un artículo de 2016 en Scientific American, Stringer pidió un mejor acceso a los especímenes fósiles chinos como el Hombre de Yunxian y el Cráneo de Dali, por ejemplo mediante réplicas o tomografías computarizadas. En 2012, Stringer también escribió sobre la especulación de que el hombre Yunxian podría ser un antepasado denisovano.